# Sarah Ines
Pour les articles homonymes, voir Ines.
Sarah Ines (née Sarah Ines Struck le 8 novembre 1970 à Düsseldorf) est une écrivaine et chanteuse allemande.

## Biographie
Elle est la fille de l'écrivain Karin Struck et grandit avec trois frères à Münster, Billerbeck et Hambourg. Elle écrit ses premiers poèmes et histoires à l'âge de treize ans. Elle étudie la germanistique et la littérature allemande contemporaine, l'orientologie et la philosophie à l'université Christian Albrecht de Kiel. Pendant ses études, elle travaille pendant plusieurs années dans les bars de Kiel. Depuis 1998, elle habite à Munich.
Sarah Ines écrit des journaux intimes, de la poésie, des fictions et des scènes, aussi dans des projets mélangeant les arts visuels et la musique. Sa première publication date de 1990. Son premier recueil de poésie liebe geht durch die haut paraît en 2007. Elle collabore dans un projet poétique et visuel d'Augusta Laar en 2003. En collaboration avec l'artiste sonore Kalle Laar, elle conçoit le projet Taunusremix avec des textes et des sons de et sur Karin Struck, créé dans le cadre du Literaturland Hessen – ein Tag für die Literatur en 2013 lors du Hessisches Literaturforum, au Künstlerhaus Mousonturm à Francfort-sur-le-Main.
Sarah Ines est co-commissaire et co-organisatrice du Schamrock – Festival der Dichterinnen en 2012 et 2014 à Munich et à Vienne. Au Schamrock 2016, elle met en avant l'Indonésie. En tant que responsable de l'association caritative Karin-Struck-Stiftung e. V., elle gère également l'héritage de sa mère, notamment les archives littéraires au Monacensia à Munich. Elle travaille également comme médiatrice culturelle et social media manager dans le domaine de la culture et la technologie.